# Franklin (comté de Delaware, New York)
Ne doit pas être confondu avec Franklin (village, New York).
Franklin est une ville située dans le comté de Delaware, dans l'État de New York, aux États-Unis,. En 2010, elle comptait une population de 2 411 habitants, estimée au 1er juillet 2014 à 2 355 habitants.

## Démographie
Lors du recensement de 2010, la ville comptait une population de 2 411 habitants. Elle est estimée, en 2014, à 2 355 habitants.